# Häutelwerk
Als Häutelwerk bezeichnet man im Metzgerhandwerk einen Bestandteil der Brätfüllung von Würsten.
Zum Beispiel besteht es bei Münchner Weißwürsten aus gekochten, ausgelösten Kalbskopfteilen mit Haut und Bindegewebsteilen von Kälbern und gekochten Schwarten von jungen Schweinen. Laut einer amtlichen Bekanntmachung der Stadt München aus dem Jahr 1972 darf das Häutelwerk nicht mehr als 10 Prozent der Wurstmasse betragen. 